# Ngog Loden Sherab

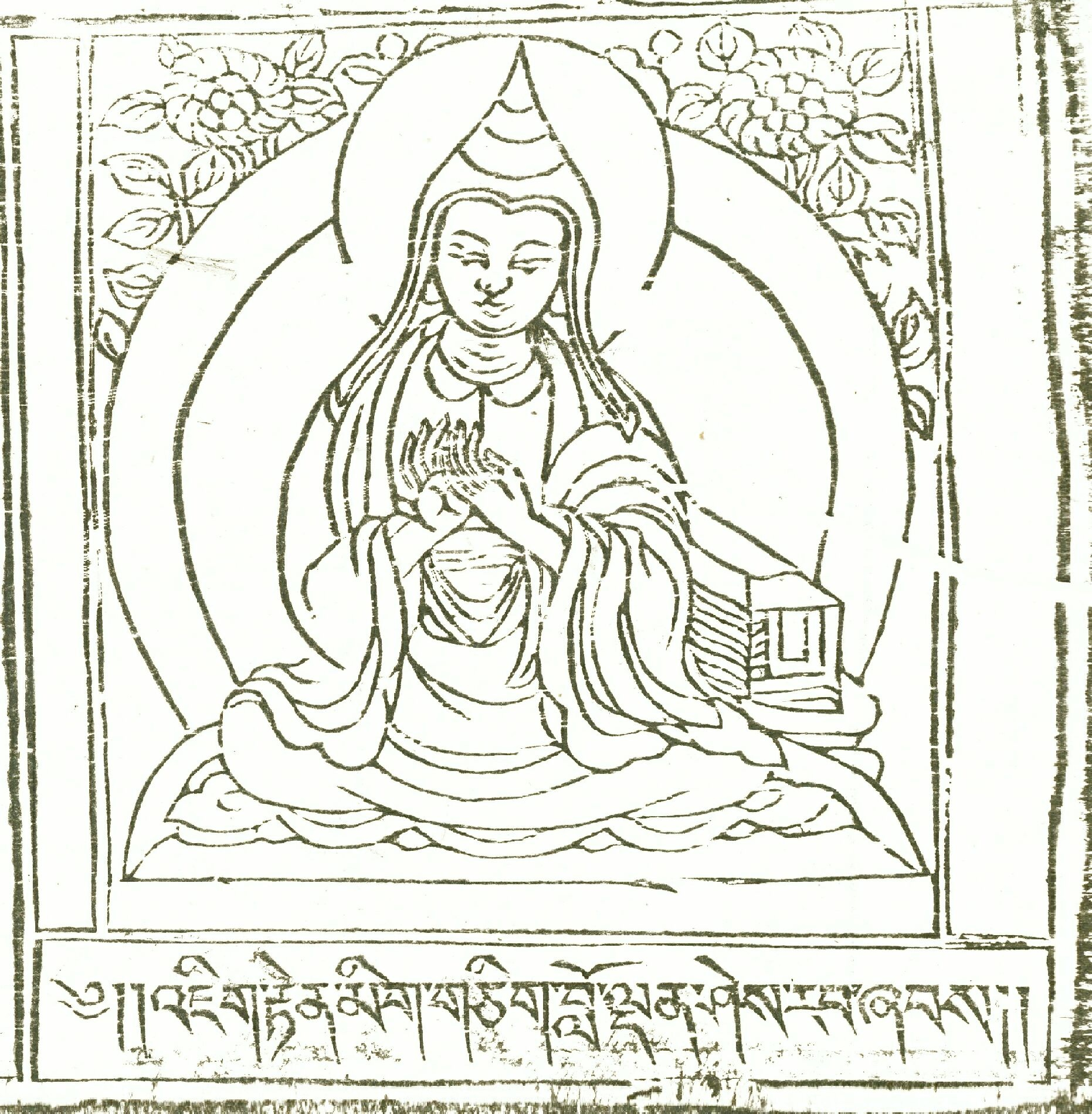
Ngog Loden Sherab

Ngog Loden Sherab (tib. rngog blo ldan shes rab) oder Ngog Lotsawa Loden Sherab (tib. རྔོག་ལོ་ཙཱ་བ་བློ་ལྡན་ཤེས་རབ ; rngog lo ts'a ba blo ldan shes rab; geb. 1059; gest. 1109) war eine bedeutende Persönlichkeit bei der Einführung des Buddhismus aus Indien nach Tibet, er lebte zuvor siebzehn Jahre in Nepal und Kaschmir. Er ist einer der bekanntesten Übersetzer in der tibetischen Geschichte und als eine der „Zehn Säulen des Tibetischen Buddhismus“ (ka chen bcu) bekannt. Er ist auch unter dem Namen Matiprajna (Sanskrit) bekannt. Das 1073 von Ngog Legpe Sherab gegründete Kloster Sangphu Ne'uthog (gsang phu ne'u thog) war seine Wirkungsstätte.

## Übersetzungen

### Tibetischer Tanjur
Zwei Versionen des Ratnagotravibhāga wurden von Loden Sherab in Srinagar in Kaschmir unter der Supervision der Kashmiri Pandits Ratnavajra und Sajjana gegen Ende des 11. Jahrhunderts übersetzt:
- Theg-pa-chen-po rgyud-bla maḥi bstan-bcos (Mahāyāna-uttaratantra-śāstra), Tohaku Catalogue No. 4024[3]
- Theg-pa-chen-po rgyud-bla-maḥi bstan-bcos rnam-par-bsad-pa (Mahāyāna-uttaratantra-śāstra-vyākhyā), Tohaku Catalogue No. 4025.[3]